# معركة كيفالونيا
معركة كيفالونيا كانت معركة بحرية دارت بين الأسطول البيزنطي والأساطيل الأغلبية بالقرب من كيفالونيا، قبالة الساحل الغربي لليونان. كانت هذه المعركة انتصارًا بيزنطيًا كبيرًا، وواحدة من المعارك البحرية النادرة التي وقعت أثناء الليل في العصور الوسطى.
في عام 880 م، أبحر أسطول من إمارة الأغالبة في إفريقية العرب (تونس) ضد الإمبراطورية البيزنطية وأغاروا على السواحل الغربية لليونان. يذكر جون سكيليتزيس أن عدد السفن كان ستين سفينة "كبيرة الحجم للغاية"، وأنها أغارت على جزر زاكينثوس وكيفالونيا في البحر الأيوني. وعندما وصلت أنباء هذه الغارة إلى العاصمة البيزنطية القسطنطينية، أُرسل أسطول لمواجهتهم، برئاسة القائد الجديد للأسطول الإمبراطوري [الإنجليزية] نصر. وبفضل الرياح المواتية، وصل الأسطول سريعًا إلى ميناء ميثوني على الطرف الجنوبي من اليونان، لكنه اضطر إلى التوقف هناك، حيث فر العديد من مجدفي الأسطول في مجموعات صغيرة خوفًا من المعركة الوشيكة. لذلك اضطر نصر إلى البقاء في ميثوني، حيث أعاد تعزيز أسطوله من القوات المحلية لثيمة البيلوبونيزية [الإنجليزية]. وفي هذه الأثناء أبلغ نصر الإمبراطور باسيليوس الأول بالأحداث، وتمكن باسيليوس بسرعة من القبض على الفارين. من أجل استعادة الانضباط بين بقية الأسطول، اختار الإمبراطور بعد ذلك 30 أسير حرب مسلم (سرساني)، وأمر بإخفاء ملامحهم بالسخام (السناج)، وجلدهم علنًا في ميدان سباق الخيل في القسطنطينية، قبل إرسالهم بعيدًا، ليتم إعدامهم علنًا في ميثوني.
وقد علم أسطول الأغالبة أيضًا بتردد الأسطول البيزنطي في الاشتباك معهم، فأصبح أكثر ثقة بنفسه. وترك البحارة سفنهم واشتبكوا مع السواحل بلا مبالاة، حتى أن نصر عندما وصل بأسطوله، فوجئوا وأبادوهم في هجوم ليلي. وفقًا لتقرير سكايليتزيس، لقي العديد من الأشخاص حتفهم على متن سفنهم عندما أُشعلت فيها النيران. وكما كتب المؤرخان جون براير وإليزابيث جيفريز [الإنجليزية]، فإن قرار نصر بالهجوم ليلا كان قرارًا "جريئًا للغاية"، لأن الظلام "جعل المناورة التكتيكية مستحيلة والنتائج غير متوقعة". ونتيجة لذلك، كانت المعارك الليلية في البحر نادرة جدًا. وبعد انتصاره، أبحر نصر إلى جنوب إيطاليا لمساعدة الجيش الذي كان يعمل هناك تحت قيادة الجنرالين بروكوبيوس وليو أبوستيبس [الإنجليزية]. هناك قام بغزو صقلية وحقق انتصارًا عظيمًا آخر على أسطول الأغالبة في معركة ستيلاي قبل أن يعود إلى القسطنطينية.